# 澳頭村
澳頭村（O Tau Village）是香港新界西貢區一條村落，位於西貢市之北，原名凹頭（英文：Au Tau），有山坳的入口的意思。
澳頭村背靠馬鞍山山脈，東面為黃竹灣，南面為浪徑，西面為禾寮，北面為水浪窩，山坳口能遠眺橋咀，為西貢南通往西貢北企嶺下的必經之路。

## 歷史
澳頭村於19世紀立村，主要由何姓、王姓、鍾姓聚居，其中何姓村民最多。澳頭村與大環、早禾坑、黃竹灣、禾寮、昂窩、大網仔、浪徑、南丫、山寮十村合為稱「十鄉」。「十鄉」居民多是姻親，並與「十四鄉」和西貢北約的村落都有遠親關係，並有物資輸送往來。而於西沙公路開發之前，村民徒步至西貢墟購買物資。澳頭村民與大環村的何姓和王姓多是同出一脈，淵源甚深，所以澳頭村民時常在大環村設宴聯誼。

## 特色建築
澳頭村早期村落結構為「四排梯級式聚落」，前方為田地，與浪徑相隔一條小溪。以往村民需要澗水渡溪，現在則有橋樑可通過，至東面的浪徑和西沙路，溪澗中亦有一些水利設施。
澳頭村東面為主要入口，在樹蔭隱閉處，設有「伯公」祀壇。其「四排梯級式聚落」中，第一排的高梯地上是祠堂，三面峭璧以石築起，高約八米，東面為入口，祠堂前也有一片小耕地；第二排至第四排則是二層式客家建築，客家式大門，屋中有木梯至閣樓，屋前有曬堂，屋旁都有栽種一些作物，房屋結構緊密，以防盜賊，方便照應，亦能防備野獸入侵。
澳頭村西面有一個禾堂供村民設宴和休憇，禾堂旁種有龍眼樹給村民乘涼，西北面有雞欄、豬寮和一小片蕉林。
澳頭村與禾寮村之間，有一條石級古道，穿過一片竹林，可到達水浪窩和黃竹洋及麥理浩徑第四段。

## 現況
澳頭村現有居民約100多人，是區內一條小村。現在北方分支了一條王姓的澳頭新村，初被新界鄉議局定為西貢北約鄉事委員會內的村落，於2011年，歸為西貢北約鄉事委員會內的村落，但行政屬於浪徑村。
澳頭村村屋主要為新建的三層建築，多數戰前建築已拆毀，僅留伯公壇、禾堂、荒廢的豬寮及一些建築遺址，但在村口新建一座何氏家祠，村落的東面的西沙路可往來西貢市和馬鞍山，有車路和街燈由澳頭新村直通澳頭村尾，澳頭新村和澳頭村之間有一個停車場。
在2011年，原居民佔約不足40%，因為不少原居民都已在1997年香港回歸前移民往英國，而新一代的原居民則選擇在市區居住，以方便工作，現在村民都多是外籍人士。